# Purépecha

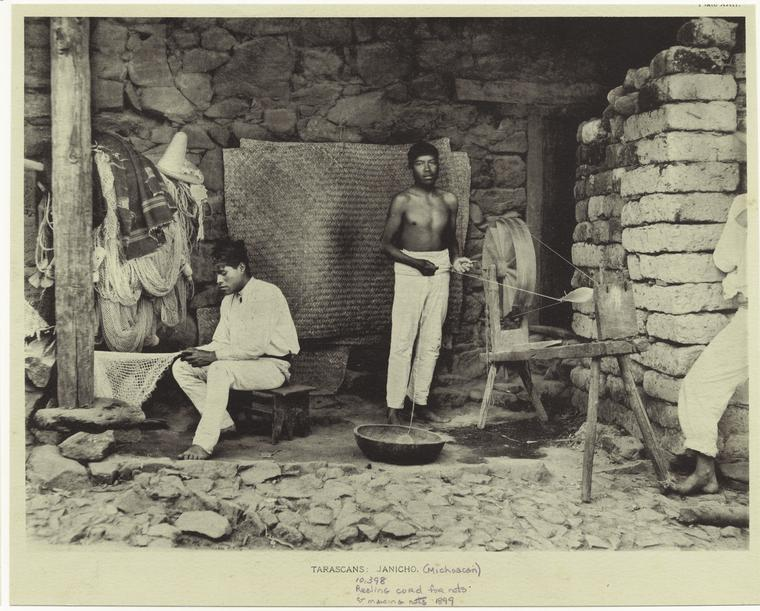
Purépecha bei der Arbeit, 1899

Die Purépecha (auch P’urhépecha, historisch Tarasken oder Michhuahkaner) sind ein indigenes Volk in Mexiko, das etwa 203.000 Mitglieder umfasst und damit zu den größeren indigenen Völkern Nordamerikas zählt.

## Begriff

### Abgrenzung
Die Bezeichnungen Tarasken und Purépecha werden häufig synonym verwendet. Das Volk bezeichnet sich jedoch heute selbst als p’urhépecha, während Tarasken (tarascos) der Name ist, den die spanischen Eroberer für die Angehörigen des taraskischen Herrschaftsverbands verwendeten, und Michhuahkaner (michoacanos) auf die Bezeichnung der Tarasken auf Nahuatl zurückgeht und die geographische Herkunft aus Michoacán verdeutlicht. Um die Freiheit und Eigenständigkeit des Volkes zu betonen, verwendet man daher zunehmend das Wort Purépecha oder p’urhépecha. In historischen Zusammenhängen ist diese Bezeichnung allerdings anachronistisch, da sie ursprünglich wohl keinen ethnischen Gehalt besaß, sondern nur die Bevölkerungsschicht des „einfachen Volks“ oder der „Landarbeiter“ bezeichnete und eine authentische historische Bezeichnung für das Gesamtvolk unbekannt ist. Für die Sprache der Purépecha hat sich neben P’urhépecha oder Purépecha das Wort Taraskisch (tarasco) eingebürgert. Das Taraskische wird nur von den Purépecha gesprochen.

### Schreibweisen
Die alten Michhuahkaner hatten keine Schrift, eine originale Schreibweise des Wortes p’urhépecha gibt es daher nicht. Von den spanischen Chronisten wurde später versucht, die Lautfolge möglichst originalgetreu in lateinische Schriftzeichen zu übertragen. Eingebürgert haben sich mehrere Schreibweisen: Der vereinfachten spanischen Schreibweise Purépecha steht die stärker ausspracheorientierte Schreibung P’urhépecha gegenüber.

## Verbreitung
Heute findet man Purépecha vor allem im mexikanischen Bundesstaat Michoacán, in dessen Gebiet auch die historischen Siedlungsschwerpunkte des präkolumbischen taraskischen Reichs liegen, vor allem in der gleichnamigen Hochebene Purépecha, die ein Rückzugsgebiet der Indigenen nach der spanischen Unterwerfung bildete.

## Geschichte

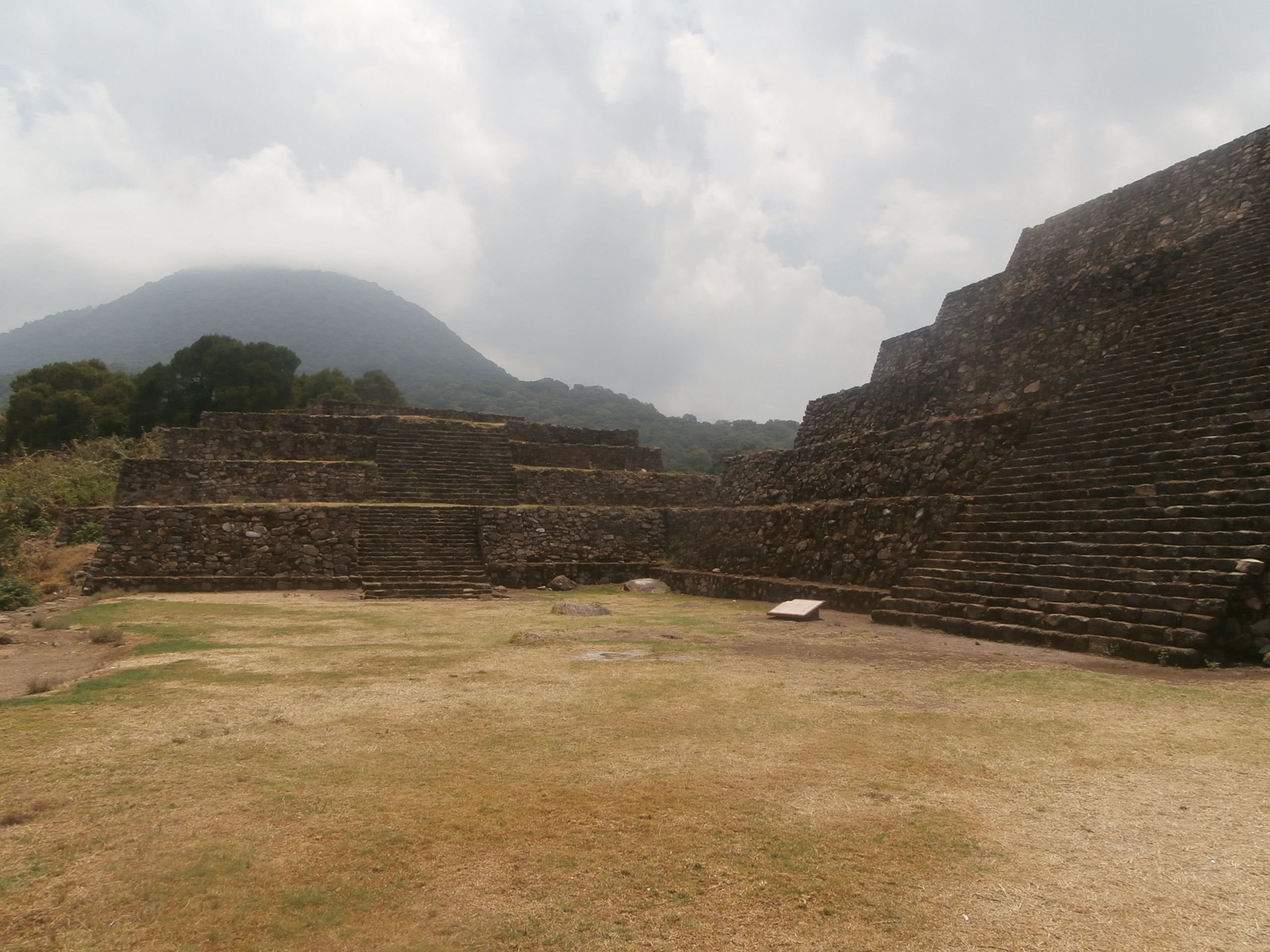
Das Fort San Felipe bei Zirahuato war ein Verteidigungs- und Wachposten im Grenzgebiet zwischen Tarasken- und Aztekenreich

Die Purépecha sind eines der wenigen Völker in der Region, die nie von den Azteken unterworfen und in deren Herrschaftssystem eingegliedert wurden. Die historische Hauptstadt des Taraskenreichs und wohl auch deren religiöses Zentrum war Tzintzuntzan. Die Tarasken hatten bereits Kenntnisse in der Herstellung und Weiterverarbeitung von Metallen, besonders erwähnenswert sind die Kupferlegierungen Bronze und Messing, aus denen Werkzeuge, Kunstobjekte und sogar Waffen hergestellt wurden. Dieser technologische Vorsprung gegenüber den Azteken wird häufig als Grundlage ihrer militärischen Standhaftigkeit gegenüber den aztekischen Invasoren genannt, wobei das allein wahrscheinlich kein ausschlaggebender Faktor zugunsten der Tarasken in den Konflikten zwischen den beiden Regionalmächten war. Nach aztekischen Quellen standen die Azteken zumindest einmal unter Axayacatl einer fast doppelt so großen michuahkanischen Armee gegenüber – schiere Mengen an Soldaten dürften also auch eine Rolle gespielt haben. Als die spanischen Eroberer im Jahr 1525 nach Michoacán kamen, ergab sich der taraskische Herrscher Tangaxuan II. kampflos. Fünf Jahre später (1530) begann Nuño de Guzmán das Land auszuplündern und ermordete Tangaxuan II. Danach flohen große Teile der bisherigen Untertanen des taraskischen Herrschaftsverbands in die Berge.

## Religion

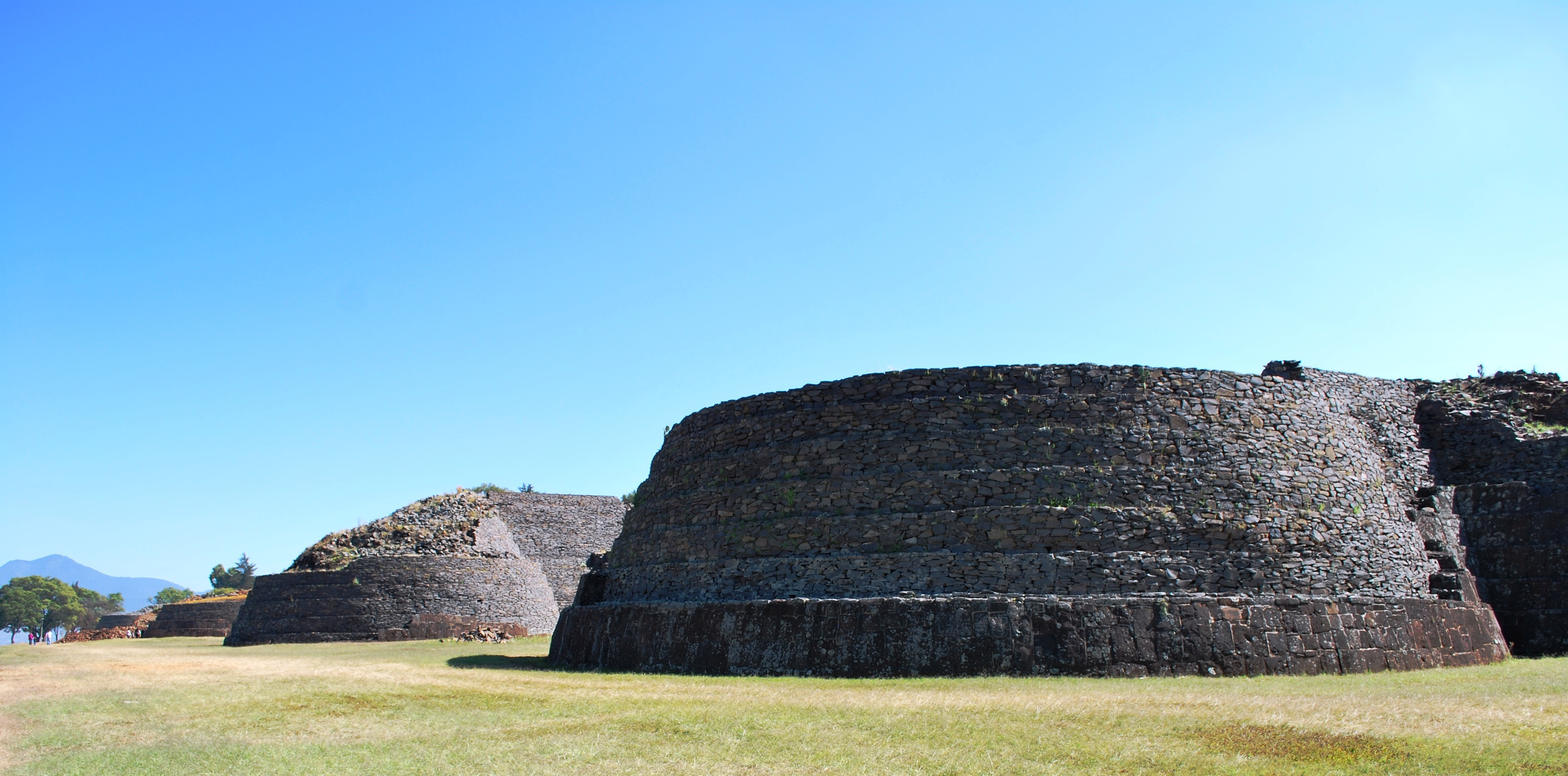
Kultzentrum (yacatas) bei Tzintzuntzan

Die vorkolonialen Glaubensvorstellungen der Tarasken sind nur wenig erforscht, da die Quellenlage insgesamt schlecht ist. Abgesehen von Tzintzuntzan und dem nahegelegenen Ihuatzio sowie der weiter östlich gelegenen Stätte San Felipe de los Alzati – eine ursprünglich den Matlatzinken zugeordnete Grenzfestung, die später auch von Tarasken gemeinsam mit Otomí zur Abwehr der Mexika genutzt wurde – sind keine Kultstätten bekannt. Anders als bei anderen mesoamerikanischen Kulturen fehlen Skulpturen, Wandmalereien, Kodizes und sonstige bildliche Darstellungen der prähispanischen Epoche praktisch völlig. Angenommen wird eine in verschiedene Gruppen (himmlische, irdische und unterweltliche Götter) untergliederte Götterwelt mit einem Fest- und Opferkult, der auch Menschenopfer einschloss und nach der Ankunft der Spanier abrupt endete. Abgesehen von den prominenten himmlischen Gestalten scheinen die meisten der einfachen Götter, von denen etwas mehr als 50 namentlich überliefert sind, lokale Ortsgottheiten gewesen zu sein, die zum Teil von den eroberten und unterworfenen Gruppen übernommen wurden. Viele Gottheiten wurden mit bestimmten Tieren identifiziert. Im Mittelpunkt der religiösen Pflichten stand die Versorgung der Kultstätten der Götter mit Brennholz und die Bereitschaft, Krieg gegen benachbarte Völker zu führen und Gefangene einzubringen, die geopfert werden konnten, um die Götter zu ernähren. Um diesem Schicksal zu entgehen, konnten im Krieg unterlegene Nachbarn sich dem Herrschaftsverband der Tarasken anschließen, indem sie sich verpflichteten, einen von der taraskischen Führungsschicht eingesetzten Kaziken zu akzeptieren, an der Brennholzversorgung der Kultstätten mitzuwirken und in Zukunft aufseiten der Tarasken zu kämpfen. Zumindest an den größeren Kultstätten wirkten offenbar Priester. In die ursprünglich wohl ethnisch bestimmte Führungsschicht der „Herren“, die eine besonders enge Beziehung zu dem wichtigsten Gott Curicaueri besaß, konnte man durch Verdienste im Krieg und besonders eifrige Brennholzbeschaffung aufsteigen. Damit wird deutlich, dass die religiöse Ideenwelt der Tarasken einen entscheidenden Einfluss auf die soziale Organisation ihres Herrschaftsverbands sowie dessen politische Expansion besaß.

## Kultur
Von den Purépecha ist ein vielfältiger traditioneller Gesang bekannt, der Pirekua. Er vermischt afrikanische, europäische und indigene amerikanische Elemente und wird gefühlvoll vorgetragen, in unterschiedlichen Besetzungen mit oder ohne instrumentale Begleitung. Die Texte decken in bildhafter Sprache verschiedenste Sujets von Geschichte und Religion bis hin zu persönlichen Themen ab. Pirekua wurde 2010 in die UNESCO-Liste des immateriellen Kulturerbes der Menschheit aufgenommen.